# Neotheronia tuberculata
Neotheronia tuberculata là một loài tò vò trong họ Ichneumonidae.